# U-Bahn Stuttgart
Die U-Bahn Stuttgart war ein zwischen 1969 und 1975 konkret diskutiertes und entwickeltes Konzept zur Realisierung einer Voll-U-Bahn in Stuttgart, die die dortige Straßenbahn ablösen sollte. Das Konzept wurde aufgrund von Finanzierungsproblemen und Zweifeln an der Wirtschaftlichkeit schließlich zugunsten der heutigen Stadtbahn, einem Kompromiss aus Straßenbahn und U-Bahn, verworfen.

## Vorgeschichte
Zum ersten Mal kam die Idee einer U-Bahn für Stuttgart in der „Verkehrsuntersuchung über die Gestaltung des öffentlichen Nahverkehrs im Raume Stuttgart“ aus dem Jahr 1959 vor, die die Verkehrswissenschaftler Walther Lambert und der Stadtplaner Max-Erich Feuchtinger im Auftrag der Stadtverwaltung durchführten. Dort war die U-Bahn als Alternative zum Konzept der U-Straßenbahn enthalten, man entschied sich für die U-Straßenbahn; eine reine U-Bahn wurde von den Verkehrswissenschaftlern damals abgelehnt. Beschrieben waren in der Untersuchung drei Linien, die sich in einem dreistöckigen U-Bahnhof am Schlossplatz kreuzen sollten: Möhringen–Zuffenhausen, Botnang–Sillenbuch und Vaihingen–Fellbach.
Vor dem Hintergrund vermeintlich unproblematischer Finanzierungsmittelbereitstellungen insbesondere durch den Bund überdachte man den städtischen Nahverkehr Ende der 1960er Jahre erneut. So kam das Konzept einer U-Bahn wieder auf und wurde schließlich, auf die bereits umgesetzte U-Straßenbahn aufbauend, weiterverfolgt.

## Erste Planungen und Beschluss
Im März 1969 beschloss der Aufsichtsrat der Stuttgarter Straßenbahnen AG zunächst generell, den Bau einer klassischen U-Bahn (vollständig unabhängig vom Individualverkehr trassiert (vorzugsweise im Tunnel), normalspurig und mit Stromschiene) anstelle der bereits teilweise realisierten U-Straßenbahn zu verfolgen, was direkt zu Beginn zu verlorenen Kosten, u. a. durch den Umbau des Schlossplatzes zu einem Straßenbahn-Knotenpunkt, was man für die U-Bahn nicht benötigt hätte, führte. Eine der treibenden Persönlichkeiten war der 1969 als technischer Vorstand zur SSB gekommene Dr.-Ing. Gottfried Groche, der lange bei der Hamburger Hochbahn beschäftigt war. Dessen erstes, acht Linien umfassendes Konzept „Von der U-Straßenbahn zur U-Bahn“ ist datiert auf den März 1969.
Der unterirdische Ausbau der innerstädtischen Straßenbahnstrecken wurde derweil unter Berücksichtigung einer Weiternutzung durch U-Bahn-Fahrzeuge großzügiger dimensioniert fortgeführt. Da im Rahmen dieses „U-Bahn-Vorlaufbetriebs“ weiterhin die Einrichtungswagen der Straßenbahn eingesetzt wurden, wurden hier ausschließlich Seitenbahnsteige gebaut.
Im Dezember 1973 stimmte der Gemeinderat der Stadt Stuttgart, nach umfangreichen Untersuchungen seitens der Stadtverwaltung und einer öffentlichen Anhörung von Verkehrsexperten aus verschiedenen Städten, die alle für die U-Bahn sprachen, dem U-Bahn-mäßigen Ausbau der Strecke Weilimdorf–Möhringen, bezeichnet als U2, samt Abzweig nach Heumaden über Sillenbuch, bezeichnet als U1, grundsätzlich zu.
Angesichts des erfolgreichen Einstands der Münchner U-Bahn manifestierte sich auch in Stuttgart der Wunsch nach einem attraktiven U-Bahn-System. Nachdem man zunächst mit einer schrittweisen Inbetriebnahme der Strecken geplant hatte, wuchs ebenso weiter der Wunsch, die U-Bahn sofort auf einer durchgehenden Strecke zu verwirklichen.

## Strecken
Dafür vorgesehen war die Talquerlinie, zunächst von Möhringen über Degerloch, den Charlottenplatz und Schlossplatz sowie dem Hauptbahnhof auf den Pragsattel (bezeichnet als Strecken A und B; damalige Straßenbahnlinien 5 und 6, heutige Stadtbahnlinie U6) mit der Zweigstrecke, abzweigend auf Höhe Altenbergstaffel, zunächst bis Silberwald (bezeichnet als Strecke B; heute U7). Die Umstellung dieser Strecken sollte so auch die Möglichkeit bieten, das übrige Straßenbahnnetz mit Verknüpfungspunkten am Pragsattel und in Möhringen parallel aufrechtzuerhalten. Während der Errichtung der Tunnel unter der Heilbronner Straße sollte der gesamte Straßenbahnverkehr auf dieser Relation dabei durch die Nordbahnhofstraße geführt werden.
Die Inbetriebnahme dieser Strecken plante man bis etwa 1980. Sillenbuch wollte man anschließend unterirdisch unterqueren, merke aber an, dass, „sofern man städtebauliche Bedenken zurückstellt“, hier auch eine Hochbahn denkbar sei. Diese Strecke sollte bis nach Heumaden, eventuell bis nach Nellingen weitergeführt werden (bezeichnet als Strecke B; heute U7). Ein Weiterbau vom Pragsattel in Richtung Feuerbach und Weilimdorf (bezeichnet als Strecke B; heute U6) war bis 1983 vorgesehen; auch weiter bis Giebel oder Gerlingen sollte die Strecke bis 1990 noch geführt werden. Eine südliche Weiterführung nach Echterdingen hielt man „für möglich und verkehrlich wünschenswert“ (bezeichnet als Strecke A1). Auch eine Weiterführung nach Vaihingen, bei hoher baulicher Nutzung neuer Wohngebiete in Lauchhau auch weiter bis dort (bezeichnet als Strecke A2). Die Zweigstrecke über Zuffenhausen mit einem Schlenker über den dortigen Bahnhof und weiter nach Freiberg über Rot (bezeichnet als Strecke A; heute U7) sollte erst später folgen, da die Straßenbahn dort bereits besser ausgebaut war. Ebenso sei bei der Planung der 1970 eröffneten Straßenbahnverlängerung von Rot nach Freiberg der spätere Einsatz breiterer Fahrzeuge bereits berücksichtigt worden. Diese sollte laut Groche die letzte neue Straßenbahnstrecke sein, es sollten nur noch U-Bahn-Strecken folgen.
Für einen Ausbau der Tallängslinie sah man zu diesem Zeitpunkt große Herausforderungen. Insbesondere im Bereich Bad Cannstatt sei die U-Bahn nur in Hochlage zu führen, da man bei einem Tunnelbau fürchtete, die Mineralwasservorkommen in Mitleidenschaft zu ziehen. Zudem habe man mit der Realisierung der U-Straßenbahn zwischen Stöckach und Marienplatz und der langen Trassierung mit besonderen Bahnkörpern zwischen Vaihingen und Fellbach (damals Linie 1, heute U1) bereits erhebliche verkehrliche Verbesserungen erreicht. Ein solcher Ausbau sei auf der Talquerlinie hingegen nicht möglich gewesen.
Trotzdem merkte man sich drei Strecken für die Tallängslinie vor, namentlich Vaihingen–Heslach–Charlottenplatz–Fellbach (bezeichnet als Strecke C; damalige Linie 1, heute U1), Botnang–Vogelsang–Hauptbahnhof–Ostheim–Wangen–Hedelfingen (bezeichnet als Strecke D; damalige Linien 4 und 9, heute U2 und U9) und Mühlhausen–Hofen–Münster–Berg–Innenstadt–Berliner Platz (gegebenenfalls weiter bis Rosenbergplatz; bezeichnet als Strecke E; heute U14).
Dazu folgten noch weitere eventuelle Streckenvorschläge für spätere Ausbaustadien, dazu gehörte die Strecke F: Neugereut–Hofen–Aubrücke–Hallschlag–Löwentor, dann weiter auf Strecke A (heute Mittelabschnitt U12) und ab Möhringen weiter nach Landhaus–Birkach–Plieningen (F1) oder Fasanenhof (F2). Hier wird als Voraussetzung eine fortlaufende städtebauliche Entwicklung in Neugereut, am Hallschlag und in Birkach genannt und eine Führung über Asemwald und Hoffeld ausgeschlossen. Als Alternative wird noch die Strecke H Plieningen–Birkach–Möhringen–Vaihingen–Lauchhau angeführt (Ersatz auch für Strecke A2). Ebenso dazu zählt die Tangentiallinie Pragsattel–Bad Cannstatt–Untertürkheim–Wangen (bezeichnet als Strecke G; heute U13).
Weitere Strecken waren ebenso nicht geplant, wie ein paralleler Weiterbetrieb der Straßenbahn. Stattdessen sollten S-Bahn und U-Bahn durch ein umfangreiches Netz von Omnibus-Zubringerlinien, die die stillzulegenden Straßenbahnlinien ersetzen sollten, ergänzt werden. Dazu sollten explizite Verknüpfungspunkte geschaffen werden, die teilweise auch über große „Auffangparkplätze“ verfügen sollten. Der Umstellungs- und Einstellungsprozess sollte über einen längeren Zeitraum sukzessive vonstattengehen. Dabei wurde der U-bahnmäßige Ausbau der Innenstadtstrecken auf rund 600 Millionen und der der Außenäste auf rund 500 Millionen D-Mark geschätzt.

## Fahrzeuge

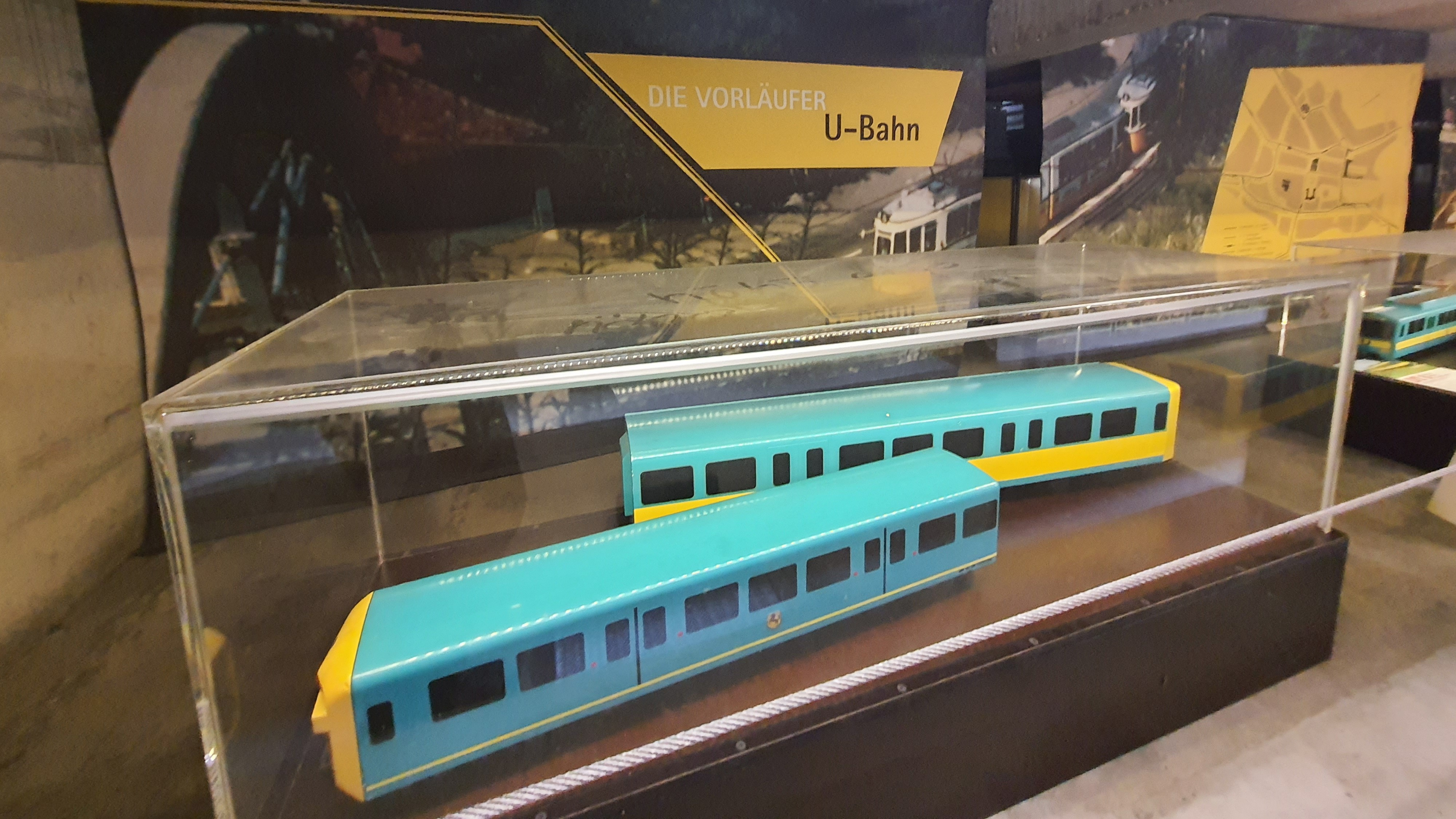
Ein Holzmodell der geplanten Fahrzeuge im Ausstellungsbereich des Straßenbahnmuseums Stuttgart

Die Planungen für die Fahrzeuge waren bereits weit fortgeschritten. Vorgesehen waren achtachsige allachsgetriebene Doppeltriebwagen, für die man schon die später für die Stadtbahntriebwagen verwendete Bezeichnung „DT 8“ vorsah.
Die Nutzung von Stromschienen statt Oberleitungen wurde für technisch notwendig gehalten. Man setzte zudem gegenüber der Straßenbahn auf Normalspurgleise, um den Einsatz breiterer Fahrzeuge zu ermöglichen, die Fahreigenschaften zu verbessern und zunehmend auf standardisierte Bauteile zurückgreifen zu können.
Im Gegensatz zu den Fahrzeugen, die etwa für München und Nürnberg beschafft wurden, waren nur acht Türen pro Doppeltriebwagen vorgesehen, um eine höhere Sitzplatzkapazität zu erreichen. Ab 1976 war ein Probebetrieb von zwei Prototypen u. a. im Fahrgastbetrieb auf dem Nürnberger U-Bahn-Netz vorgesehen.
Die während der U-Bahn-Diskussion gebauten Tunnel waren als Vorleistung so dimensioniert, dass sie 2,65 m breite Fahrzeuge (wie die Großprofil-Wagen der Berliner U-Bahn) und sogar 2,9 m breite Fahrzeuge (wie die späteren Münchner und Nürnberger U-Bahnen) aufnehmen konnten.

## Problematik und Aufgabe
Bereits Anfang der 1970er Jahre zeichnete sich ab, dass der Bau einer U-Bahn an den veränderten verkehrlichen Bedürfnissen vorbeigehen würde: Neben dem erhöhten Einkommen und damit verbunden der Mehrung des Individualverkehrs, erfolgten auch wegen schlechten Wohnverhältnissen in der Stadt immer mehr Abwanderungen an den dünner besiedelten Stadtrand, wo die U-Bahn nicht wirtschaftlich zu betreiben gewesen wäre, da sie durch ihre starre Konzeption mit konsequenter Kreuzungsfreiheit auf eine hohe Bevölkerungsdichte angewiesen ist. Zudem wurde Mitte des Jahrzehnts auch die Finanzierung des bis zu eine Milliarde D-Mark teuren U-Bahn-Baus zunehmend in Frage gestellt.
Trotzdem bestand der Konsens, dass die Fortführung des reinen Straßenbahnbetriebs angesichts der weiter wachsenden Stadt ebenso nicht in Frage käme. So entschied der Stuttgarter Gemeinderat als Kompromiss am 10. Juni 1976 für die Stadtbahn, ein Mittelweg zwischen beiden Konzepten.
Dennoch ist das heutige Stadtbahnnetz u. a. durch diverse Bauvorleistungen so konzipiert, dass es an vielen Stellen einfach zu einer Voll-U-Bahn umgebaut werden könnte.